# Agave sobolifera
Agave sobolifera là một loài thực vật có hoa trong họ Măng tây. Loài này được Houtt. mô tả khoa học đầu tiên năm 1777.